# Korpijärvi (sjö i Finland, Södra Savolax, lat 61,25, long 27,17)
Korpijärvi är en sjö i Finland. Den ligger i kommunen Mäntyharju i landskapet Södra Savolax, i den södra delen av landet, 170 km nordost om huvudstaden Helsingfors. Korpijärvi ligger 82,3 meter över havet. Den är 41,27 meter djup. Arean är 31,22 kvadratkilometer och strandlinjen är 101,06 kilometer lång. Sjön  ingår i Vuoksens huvudavrinningsområde.   I omgivningarna runt Korpijärvi växer i huvudsak barrskog.